# Faucille (papillon)
Pour les articles homonymes, voir Faucille (homonymie).
Drepana falcataria
Espèce
La Faucille,  Drepana falcataria, est un insecte lépidoptère de la famille des Drepanidae. 

## Systématique
Décrite par Linné en 1758 c'est l'espèce type pour le genre.

## Description
Son nom vient de la forme recourbée vers l'arrière de ses ailes antérieures.
Envergure : 3 à 3,7 cm ; dispose ses ailes à plat au repos.

♂ MHNT
♂ △
♀ MHNT
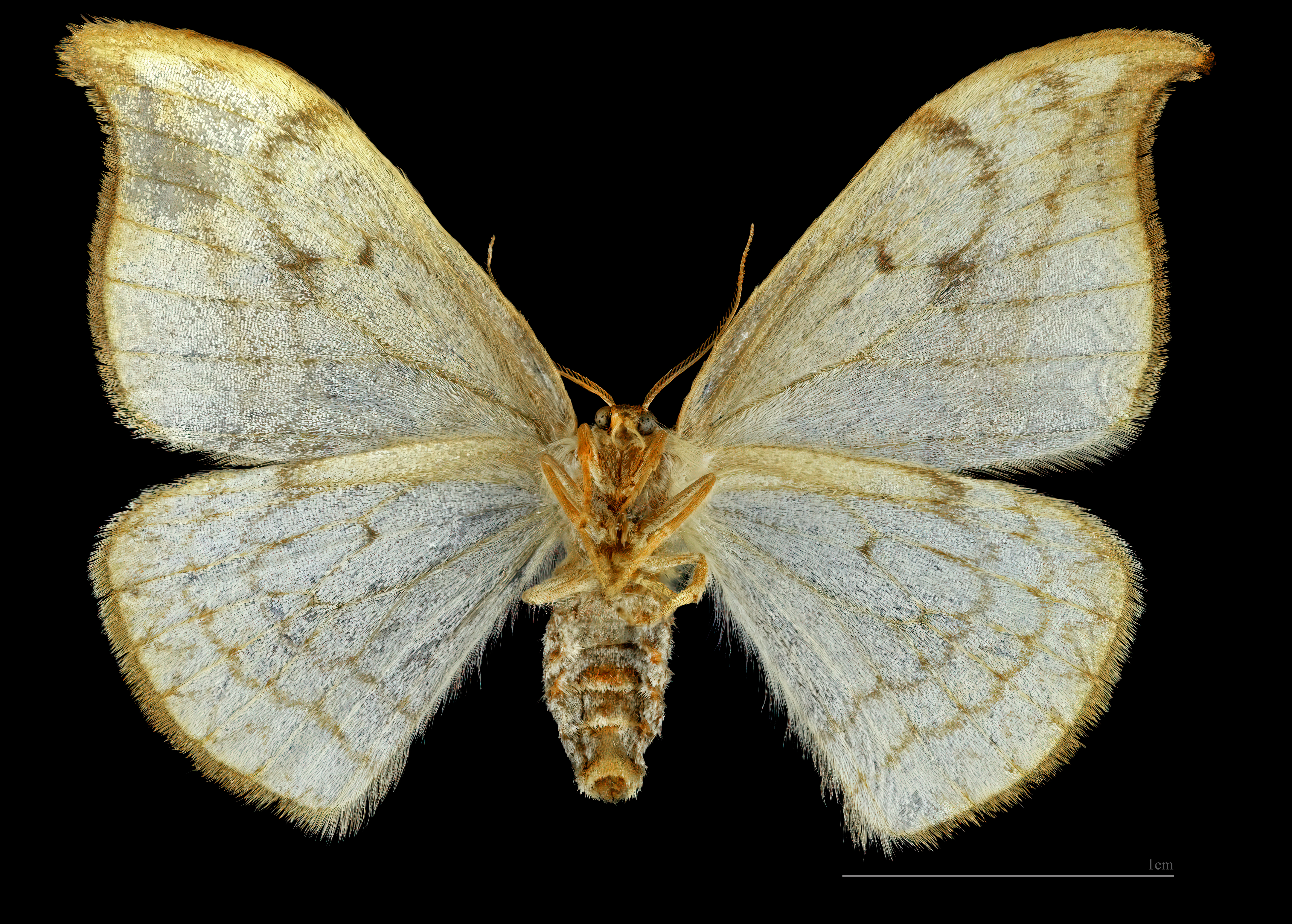
♀ △

## Biologie
Forme ailée : avril-mai puis de juillet à septembre en deux générations.
Chenilles : se nourrissent sur les bouleaux, l'aulne glutineux et d'autres espèces d'arbres ; elles ressemblent à de petites feuilles recroquevillées (mimétisme) et ne se dissimulent pas lorsqu'elles mangent. Leur extrémité postérieure est effilée.
Hibernation : sous forme de chrysalide, tombée au sol en automne avec sa feuille protectrice où est tissé le cocon.